# 孔放
孔放（前1世紀—？），孔子十五代孙，西汉丞相孔光之子。
汉成帝时，孔光深受皇帝信任，孔放被任用为侍郎，加给事黄门。元始五年（5年），孔光去世，孔放承袭为博山侯。王莽失败后，封爵废除。